# FGM-148 Javelin
FGM-148 Javelin, hay Hệ thống Vũ khí Chống tăng Hiện Đại-Loại Vừa (Advanced Anti-Tank Weapon System-Medium, AAWS-M) là một tên lửa dẫn hướng chống tăng vác vai của Hoa Kỳ. Javelin là loại tên lửa tự dẫn đến mục tiêu. Tên lửa này thường tấn công bổ nhào vào nóc tháp pháo hoặc nóc các xe tăng, xe thiết giáp do phần nóc của các xe này có vỏ giáp mỏng hơn, nhưng cũng có kiểu tấn công trực tiếp bằng cách lao thẳng vào các tòa nhà hay các công sự. Tên lửa này cũng có thể sử dụng trên các máy bay trực thăng ở các kiểu tên lửa tấn công trực tiếp. Tên lửa đạt đến độ cao lớn nhất là 150m rồi lao xuống chéo góc 45 độ trong kiểu tấn công bổ nhào, hoặc lao thẳng tới mục tiêu theo kiểu đánh trực diện. Tên lửa được trang bị với một bộ tìm kiếm ảnh hồng ngoại để xác định vị trí mục tiêu. Đầu đạn của tên lửa sử dụng loại nổ lõm để chống tăng hoặc nổ phá mảnh để chống lô cốt. Javelin đã được sử dụng trong trong cuộc chiến tấn công Iraq năm 2003, có hiệu quả cao trong việc phá hủy các xe tăng T-72 và Type 69 của Iraq.
Tên lửa được phóng từ ống phóng vác vai, động cơ tên lửa hoạt động khi ra khỏi ống phóng và cách người bắn một khoảng cách nhất định để đảm bảo an toàn cho người bắn.
Tính đến năm 2019, Javelin đã được sử dụng khoảng 5.000 lần trong nhiều cuộc xung đột. Hàng nghìn quả tên lửa loại này cũng đã được Mỹ viện trợ cho quân đội Ukraine để sử dụng chống lại lực lượng tăng thiết giáp của quân đội Nga trong cuộc chiến tranh Nga-Ukraine năm 2022.

## Tổng quát
Javelin là một loại tên lửa bắn-và-quên (fire-and-forget). Nghĩa là tên lửa thực hiện việc khoá mục tiêu trước khi phóng, dữ liệu mục tiêu được lưu vào bộ nhớ trong tên lửa. Sau khi phóng, tên lửa sẽ tự động dẫn đường đến mục tiêu, không cần duy trì sự điều khiển của người bắn nữa. Một điểm ưu việt trong thiết kế đường đạn là chế độ bắn đột nóc từ trên xuống nhằm vào tháp pháo, phần giáp thường khá mỏng để xuyên thủng, kích nổ kho đạn trong tháp pháo và phá huỷ hoàn toàn phương tiện thiết giáp. Ngoài ra khi tấn công các mục tiêu ở cự li quá gần, các mục tiêu bị che khuất, hoặc mục tiêu là máy bay trực thăng đều có thể sử dụng chế độ bắn đột nóc. Tuy nhiên, Javelin cũng có chế độ bắn theo đường bay thẳng đến mục tiêu để tấn công trực diện. Chế độ bắn trực diện thường được sử dụng để tấn công các công trình, lô cốt đối phương.
Tên lửa có thể bay đến cao độ 150 m (490 ft) trong chế độ bay đột nóc và 60 m (200 ft) ở chế độ tấn công trực diện. Các phiên bản ban đầu có cự li tối đa là 2,000 m (6,600 ft), nhưng các phiên bản cải thiện sau này có tầm bắn xa hơn đến 2,500 m (8,200 ft). Đầu đạn mang một cảm biến hồng ngoại để khóa mục tiêu. Đầu đạn ghép hai khối thuốc nổ lõm: một đầu phía trước dùng để phá hủy giáp phản ứng nổ (ERA), một đầu phía sau để xuyên thủng giáp cơ bản của phương tiện.
Tên lửa ban đầu được phóng ra từ ống phóng bằng bằng động cơ phóng. Sau khi tên lửa đã ở một khoảng cách an toàn khỏi người sử dụng, động cơ hành trình được kích hoạt. Đây được gọi là hệ thống "phóng mềm" nhằm bảo vệ người bắn khỏi luồng phụt khí phụt ra từ động cơ tên lửa khi khai hoả.
Sau khi tên lửa đã bay khỏi ống phóng, tổ xạ thủ bắn có thể cơ động ngay lập tức và rời khỏi địa điểm để tránh bắn trả từ đối phương. Tên lửa là hệ thống "bắn-và-quên", nên sau khi phóng không cần điều khiển từ người phóng nữa và sẽ tự tìm đường đến mục tiêu.
Tổ bắn hệ thống Javelin thường được mang vác bởi hai người, một xạ thủ bắn và một nạp đạn, mặc dù chỉ cần một người là có thể sử dụng vũ khí. Khi người bắn đang ngắm bắn và khai hoả, người mang đạn có thể trinh sát bằng mắt hoặc ống nhòm xung quanh để dò tìm mục tiêu, do thám các mối nguy hiểm như lính bộ binh hoặc phương tiện của đối phương, và quan trọng hơn hết là đảm bảo đồng đội và các vật chắn xung quanh không nằm trong vùng phụt khí của tên lửa.

## Các thành phần
Hệ thống Javelin gồm ba thành phần chính: Hệ thống Chỉ huy (Command Launch Unit, CLU), ống phóng, và tên lửa.

### Hệ thống Chỉ huy

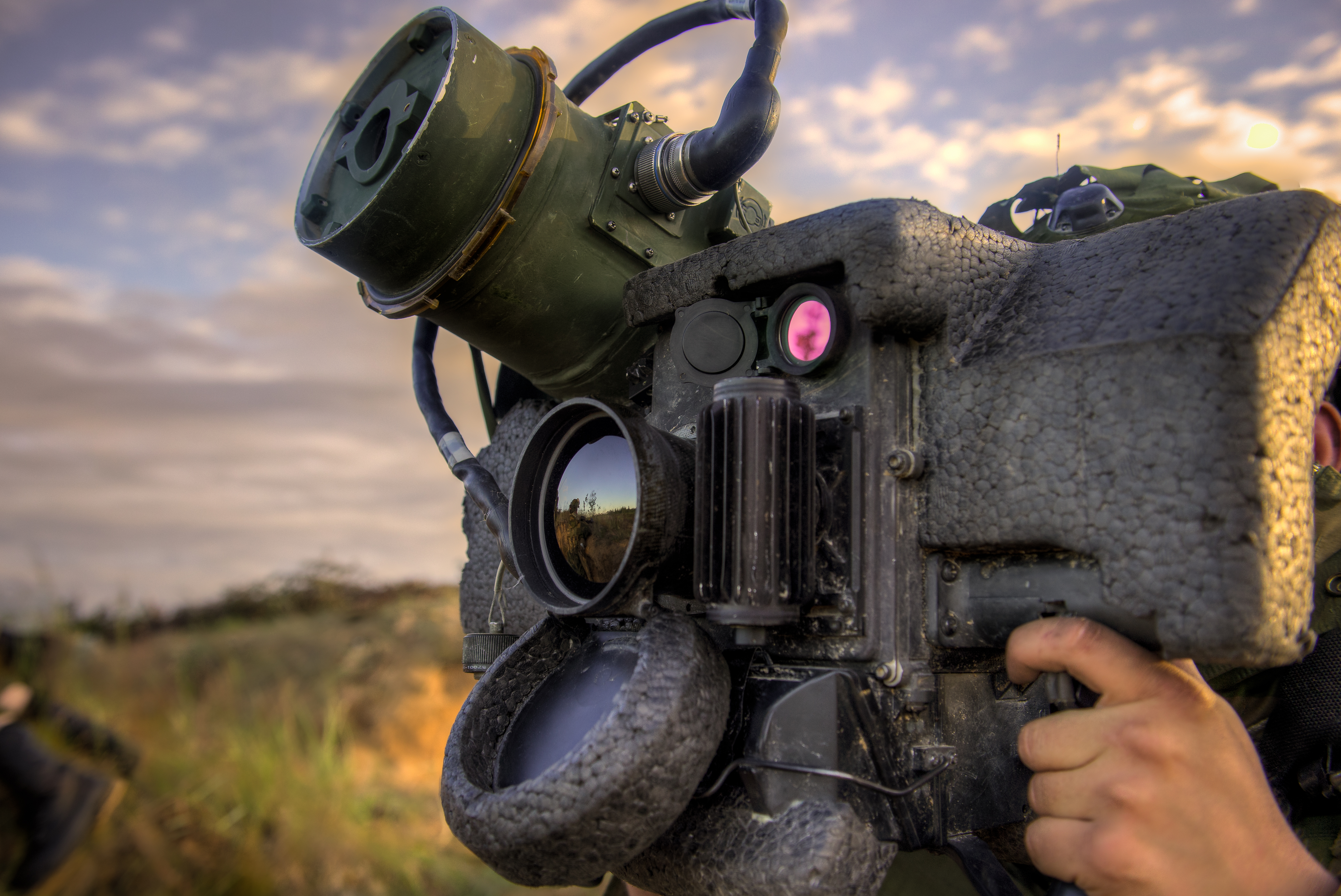
Hệ thống Chỉ huy CLU. Có thể thấy ở đây là ống kính của WFOV và NFOV (trái sang phải).

Người bắn chính sẽ mang theo bên mình một bộ Hệ thống Chỉ huy có thể tái sử dụng, thường được gọi tắt tiếng Anh là CLU (đọc như "clue"). Đây là bộ phận ngắm bắn và điều khiển của Javelin. CLU có ba chế độ nhìn, được dùng để tìm, khóa, khai hỏa tên lửa và tiêu diệt mục tiêu. Vì có chế độ tầm nhiệt, CLU còn có thể được tháo rời khỏi ống phóng và dùng làm một kính tầm nhiệt di động cho bộ binh. Bằng cách sử dụng tính năng này, bộ binh không còn phải ở gần hoặc liên lạc liên tục với các xe bọc thép đặc chủng hoặc xe tăng mang kính tầm nhiệt để tìm mục tiêu mà có thể hoạt động độc lập. Năm 2006, một hợp đồng được ký giữa quân đội Hoa Kỳ với Công ty Nghiên cứu Toyon để nâng cấp CLU, cho phép nó có khả năng truyền ảnh và tọa độ GPS của mục tiêu đến các đơn vị tác chiến khác.

#### Chế độ quan sát ban ngày
Chế độ quan sát ban ngày bao gồm một ống kính phóng đại quan học 4x. Nó được dùng chủ yếu để do thám chiến trường vào ban ngày bằng mắt thường. Nó còn được sử dụng để do thám vào thời điểm sau mặt trời mọc và mặt trời lặn, khi mà kính tầm nhiệt kém nhạy và hiệu quả hơn vì hiệu ứng nóng lên hoặc lạnh đi nhanh chóng của bề mặt Trái Đất.

#### Chế độ quan sát ảnh nhiệt WFOV (góc rộng)
Chế độ quan sát thứ hai là WFOV (quan sát ảnh nhiệt, góc rộng). Ở chế độ này, CLU hiển thị ảnh tầm nhiệt của mục tiêu đã được phóng đại 4x lên màn hình chính. Đây cũng được xem là chế độ quan sát chính của CLU do có sử dụng kèm với camera tầm nhiệt, cho phép người bắn tìm mục tiêu là bộ binh hoặc phương tiện khó có thể thấy bằng mắt thường. Màn hình hiển thị góc nhìn bằng tông màu xanh, người bắn có thể tuỳ chỉnh độ tương phản và độ sáng để thích hợp với thị lực và điều kiện tác chiến. Phần bên trong của CLU được làm lạnh bởi một bộ phận làm lạnh nhỏ, được gắn với kính tầm nhiệt. Thiết kế này làm cho kính tầm nhiệt có độ nhạy cao hơn nhiều vì nhiệt độ bên trong của kính lạnh hơn so với nhiệt độ của môi trường và của mục tiêu.
Vì có độ nhạy cao, người bắn có thể điều chỉnh cho CLU hiển thị một hình chiếu chi tiết của khu vực xung quanh. Mỗi chi tiết mà CLU nhận dạng có thể chỉ khác nhau một vài độ. Người bắn chính có thể điều khiển góc nhìn bằng cách sử dụng hai tay cầm khá giống với cần lái trong khoang lái máy bay ở hai bên thiết bị. Qua chế độ nhìn này, người bắn có thể tìm và xác định nơi nào hoặc vật nào có dấu hiệu nhiệt mạnh nhất để khoá mục tiêu.

#### Chế độ quan sát ảnh nhiệt NFOV (góc hẹp)
Chế độ thứ ba là NFOV (quan sát ảnh nhiệt, góc hẹp). Sau khi đã tìm được mục tiêu qua WFOV, người bắn chính có thể chuyển qua NFOV để xác định mục tiêu rõ hơn trước khi bắn. NFOV cho phép người bắn có ảnh mục tiêu chính xác hơn bằng cách phóng đại ảnh tầm nhiệt 12x.
Cuối cùng, khi mục tiêu đã được xác định, người bắn nhấn một trong hay tay cầm. CLU sẽ tự động chuyển sang chế độ quan sát thứ tư và cuối cùng là Seeker FOV (chế độ khoá). Đơn giản, đây là ảnh tầm nhiệt 9x của mục tiêu. Chế độ này giống như chế độ zoom tự động có thể tìm thấy trong camera thương mại. Chế độ này có thể được sử dụng chung với tất cả những chế độ nhìn trước. Người bắn có thể tự do chuyển giữa các góc nhìn bằng một nút bấm. Tuy nhiên, chế độ góc hẹp hoặc phóng đại thường không được sử dụng nhiều vì người bắn khó có thể tìm mục tiêu hơn so với việc sử dụng góc rộng.
Chế độ khóa Seeker FOV cho phép người bắn ngắm và tiêu chỉnh bộ dẫn đường nằm trong tên lửa. Ở chế độ này, thông tin mục tiêu được truyền từ CLU, sang vi mạch và đường truyền của ống phóng, đến bộ dẫn đường của tên lửa. Nếu người bắn chưa muốn khai hỏa ngay lập tức, họ có thể quay về các chế độ nhìn trước mà không bắn. Khi người bắn đã hài lòng với ảnh mục tiêu, họ sẽ bóp cò trên tay cầm và "khóa". Sau một khoảng chờ ngắn, tên lửa khởi động và khai hỏa.

### Ống phóng
Tên lửa được chứa trong một ống phóng dùng một lần, tác dụng của ống nhằm bảo vệ tên lửa khỏi sự tác động của môi trường. Ống phóng mang một số vi mạch điện tử và một hệ thống khoá để người sử dụng có thể lắp ráp hoặc tháo rời Hệ thống Chỉ huy CLU vào ống nhanh chóng và dễ dàng.

### Tên lửa

#### Đầu đạn

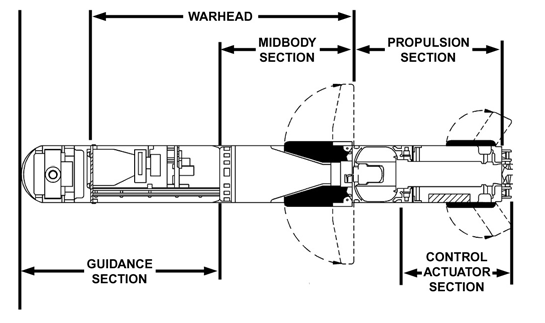
Cấu tạo tên lửa

Tên lửa Javelin mang một đầu đạn luỹ tích, loại đạn nổ mạnh chống tăng (High-Explosive Anti-Tank, HEAT). Loại đạn này sử dụng một lượng nổ lõm để tác động lên một phễu kim loại. Năng lượng lớn từ thuốc nổ làm biến dạng phễu kim loại, biến nó thành một "luồng" vật chất làm từ kim loại siêu dẻo, nóng chảy. Luồng vật chất này được tập trung về một hướng và một điểm nhỏ trên lớp giáp của mục tiêu. Do có vận tốc cực lớn (10 km/s) và năng lượng cao, luồng vật chất này có thể xuyên thủng giáp.

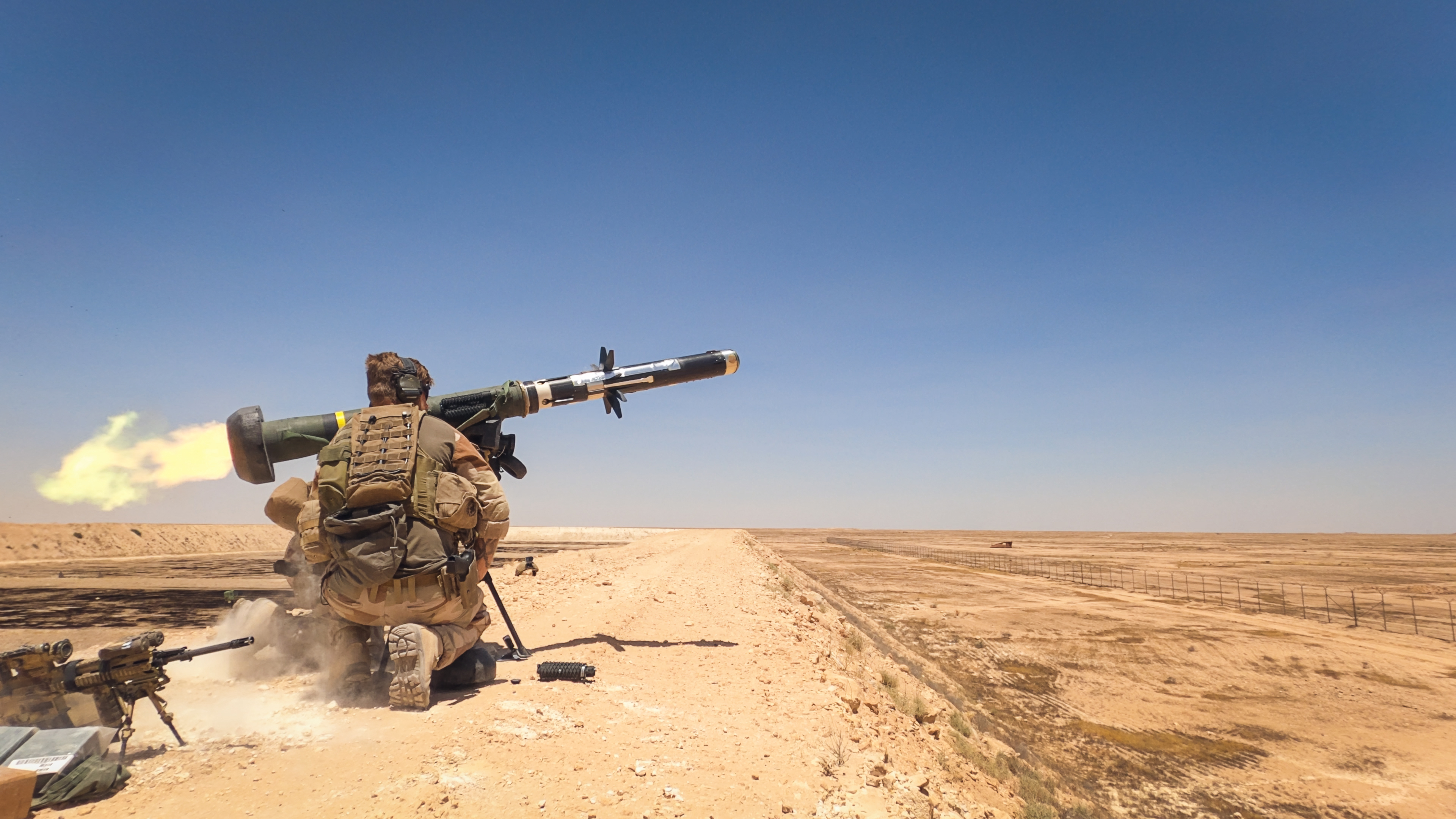
Lính Na-Uy từ Tiểu đoàn Telemark khai hoả một tên lửa FGM-148 Javelin trong một đợt huấn luyện bắn đạn thật tại Căn cứ Không quân Al Asad, Iraq, ngày 17 tháng 6 năm 2020

Javelin còn được thiết kế để đánh bại giáp phản ứng nổ (ERA). Về cơ bản, giáp ERA được chia thành từng hộp hoặc ô được gắn phía trên lớp giáp chính của phương tiện bọc thép hoặc xe tăng. Khi một đầu đạn đánh trúng lớp giáp, ERA sẽ phát nổ. Các mảnh vỡ từ lớp giáp ERA sẽ ngáng đường luồng vật chất năng lượng cao của đầu đạn HEAT, làm phân tán năng lượng nổ và ngăn không cho đầu đạn xuyên thủng giáp. Giáp ERA được thiết kế sao cho không làm hư hại lớp giáp chính của phương tiện sau khi phát nổ. Để đánh bại loại giáp này, Javelin được thiết kế với hai đầu đạn nổ lõm, được đặt song song, xếp chồng lên nhau. Ở mũi tên lửa là một đầu đạn HEAT nhỏ và yếu, gọi là đạn phụ. Khi tên lửa va chạm với ERA, đầu đạn này phát nổ trước, phá huỷ lớp giáp này, và làm lộ lớp giáp chính bên dưới. Ngay sau đó, đầu đạn thứ hai (đạn chính) — lớn hơn và mạnh hơn — sẽ phát nổ, xuyên thủng giáp chính của mục tiêu.
Đầu đạn phụ sử dụng phễu kim loại làm từ hai tấm Molybden. Đầu đạn chính sử dụng phễu làm bằng đồng.
Để bảo vệ đầu đạn chính khỏi luồng năng lượng nổ mạnh và các mảnh vỡ từ đầu đạn phụ, bên trong tên lửa có một tấm chắn nổ giữa hai đầu đạn. Đây là tấm chắn nổ đầu tiên được làm từ vật liệu composite. Giữa tấm chắn là một lỗ tròn để khi đầu đạn chính phát nổ, luồng năng lượng nó tạo ra không bị loãng.
Phiên bản Javelin mới nhất đã bắt đầu sử dụng phễu kim loại làm từ một loại vật liệu mới có khả năng tạo nên một luồng vật chất có tốc độ cao hơn, mang nhiều năng lượng hơn phiên bản cũ. Đồng thời, thay đổi này còn làm cho đầu đạn nhỏ hơn. Điều này cho phép loại Javelin mới có khoang nhiên liệu đẩy cho động cơ tên lửa lớn hơn, nên có tầm bắn xa hơn (từ 2,000 m ở phiên bản cũ sang 2,500 m ở phiên bản mới).
Tên lửa Javelin sử dụng cơ chế an toàn và điểm hoả điện tử, gọi là ESAF (Electronic Safe Arming and Fire). ESAF cho phép quá trình khai hoả tên lửa được diễn ra, và áp đặt một số các chương trình kiểm tra tính an toàn trên tên lửa. Sau khi xạ thủ bóp cò, ESAF sẽ truyền tín hiệu đến động cơ phóng, bắn tên lửa khỏi ống phóng. Sau khi tên lửa đã đạt đến một gia tốc nhất định (báo hiệu rằng tên lửa đã bay xa khỏi ống phóng), ESAF truyền một tín hiệu thứ hai đến động cơ bay chính của tên lửa. Trong quá trình tên lửa đang bay, ESAF sẽ kiểm tra một lần nữa trạng thái của tên lửa (kiểm tra thông tin mục tiêu). Nếu thành công, ESAF sẽ tiến hành chuẩn bị đầu đạn để phát nổ sau khi tên lửa va chạm với mục tiêu. Ngay khi đầu tên lửa va chạm mục tiêu, ESAF kích hoạt quá trình nổ song song của hai đầu đạn phụ - chính (sao cho có một khoảng thời gian nhỏ giữa lúc đầu đạn phụ nổ và đầu đạn chính nổ).
Mặc dù đầu đạn HEAT của Javelin đã chứng minh hiệu quả của mình ở vai trò chống tăng, phần lớn các mục tiêu nó đã phá huỷ tại Iraq và Afghanistan là bộ binh, công trình, xe bọc thép loại nhẹ hoặc xe không bọc thép. Để cho Javelin phát huy hiệu quả cao hơn trong điều kiện đó, Trung tâm Nghiên cứu và Phát triển Kỹ thuật Hàng không và Tên lửa (AMRDEC) của Lục quân Hoa Kỳ đã tạo nên một đầu đạn đa nhiệm (MPWH) cho phiên bản Javelin FGM-148F. Mặc dù nó vẫn có thể hạ xe tăng, loại đạn mới này có thêm một lớp bọc thép có thể vỡ thành mảnh nhỏ. Những mảnh bom này làm tăng độ hiệu quả khi dùng để diệt bộ binh. MPHW không làm tăng trọng lượng hay phí tổn của tên lửa. Thậm chí, vì có phần bụng nhẹ hơn do làm từ vật liệu composite mới, loại tên lửa này có thể được lắp vào các ống phóng Javelin cũ mà không cần phải chỉnh sửa hay nâng cấp gì thêm. Javelin nâng cấp loại F được dự báo sẽ bắt đầu được giao cho quân đội Hoa Kỳ vào đầu năm 2020; thiết kế tên lửa mới, và loại Hệ thống Chỉ huy CLU nhẹ hơn cùng với hệ thống ngắm được cải thiện được đưa vào sản xuất tháng 5 năm 2020.

## Các loại tương tự
- Tên lửa NLAW của Anh.
- Tên lửa MMP (Missile Moyenne Portée) của Pháp
- Tên lửa MPATG của Ấn Độ
- Tên lửa OMTAS của Thổ Nhĩ Kỳ
- Tên lửa Spike của Israel
- Tên lửa HJ-12 của Trung Quốc
- Tên lửa chống tăng hạng nhẹ Type 01 của Nhật Bản.

## Hoạt động tại các nước
- Úc - 92 ống
- Bahrain - 13 ống [19]
- Canada.
- Cộng hòa Séc đã mua 3 ống và 12 tên lửa [20].
- Jordan - 30 ống
- Litva - 30 ống
- New Zealand - 24 ống
- Na Uy - 90 ống và 526 tên lửa từ 2006
- Ireland - 60 ống
- Đài Loan - 40 ống
  - Trong năm 2002 Đài Loan đã mua 360 tên lửa Javelin và 40 ống phóng trị giá tổng cộng $39 triệu USD. Hợp đồng cũng bao gồm có các thiết bị huấn luyện, hỗ trợ hậu cần, đào tạo [21].
- Anh Quốc
  - Năm 2003, Bộ quốc phòng Anh công bố quyết định mua các tên lửa Javelin để làm trang bị vũ khí chống tăng loại nhẹ. Các tên lửa này được đưa vào trang bị cho quân Anh từ năm 2005 để thay thế cho loại tên lửa MILAN và Swingfire.[22][23]
- Hoa Kỳ
- Hà Lan
- Ukraina
  - Sở hữu khoảng 5500 hệ thống.[24][25] Từ tháng 3, 2018, Ukraina đã mua tổng cộng 210 tên lửa và 37 hệ thống phóng từ Hoa Kỳ trị giá $47 triệu USD. Không có thông tin nào ngoài xác nhận giao hàng (ngày 30 tháng 4, 2018) được thông báo.[26][27] Cuối năm 2019, Ukraina thông báo nước này đã ký và mua tiếp 150 tên lửa và 10 hệ thống phóng.[28] Ngày 21 tháng 6, 2020, số vũ khí này đã được giao cho Ukraina. Đầu tháng 12, 2021, chỉ huy của Lực lượng Tác chiến Tổng hợp tại Ukraina đã xác nhận việc sử dụng tên lửa Javelin ở gần tiền tuyến Đông Ukraina. Tên lửa Javelin được sử dụng rộng rãi trong xung đột Nga-Ukraina năm 2022.[29]
- Nga - thu được chiến lợi phẩm từ Lực lượng vũ trang Ukraina trong cuộc tấn công vào lãnh thổ Ukraina năm 2022.

### Videos
- Javelin test firing
- Javelin destroys insurgent vehicle Lưu trữ ngày 27 tháng 9 năm 2007 tại Wayback Machine
- Giới thiệu sơ Javelin